# Cencora
Cencora, Inc., tidigare Amerisource Bergen; av företaget skrivet AmerisourceBergen, är ett amerikanskt multinationellt partihandelsföretag som distribuerar läkemedel och utrustning till den globala läkemedelsindustrin och aktörer inom hälso- och sjukvård.
Cencora, tillsammans med McKesson och Cardinal Health, har marknadsandelar, på partihandel för läkemedel, som motsvarar 90–95% i USA.

## Historik
Företaget grundades den 29 augusti 2001 när Amerisource Health förvärvade konkurrenten Bergen Brunswig för sju miljarder amerikanska dollar, vilket ledde till att USA:s största läkemedelsgrossist kunde bildas. Den 30 augusti 2023 meddelade Amerisource Bergen att företaget skulle byta namn till det nuvarande.